# Museo civico di Osimo
Il Museo civico di Osimo, chiuso al pubblico dal 2016, era collocato a piano terra (lato est) del palazzo Campana, nei pressi della centrale piazza Dante. Il nucleo principale è costituito dalla collezione della Civica Raccolta d'Arte, ospitata nel museo dal 1980. 
Molte delle opere esposte provengono da palazzi o chiese della città. Tralasciate e in cattivo stato di conservazione, nel 2000 vennero restaurate ed entrarono a far parte della collezione permanente del museo.
L'allestimento museografico è stato curato dall'architetto anconetano Massimo Di Matteo; ha progettato la disposizione dei pezzi in ordine prevalentemente cronologico, riservando alle opere più antiche i locali dell'"ex granaio" e a quelle dell'arte moderna, tra ottocento e novecento, la zona dell'"ex forno".

## Storia
L'idea di fondare un museo nacque dall'associazione "Italia Nostra", che nel 1978 propose all'amministrazione comunale di esporre al pubblico la Civica Raccolta d'arte. L'artista Guglielmo Cappannari (detto Elmo) s'incaricò di allestire le varie sale curandole per oltre 15 anni.
Nel corso degli anni fu ampliata, finché, nel 2000, l'amministrazione comunale avviò il progetto per la costituzione del Museo Civico.
Durante una visita, il critico d'arte Vittorio Sgarbi apportò delle correzioni sulle didascalie di alcune opere, scrivendo a penna numerose date e attribuzioni che non vennero più rimosse.

## Sezione archeologica

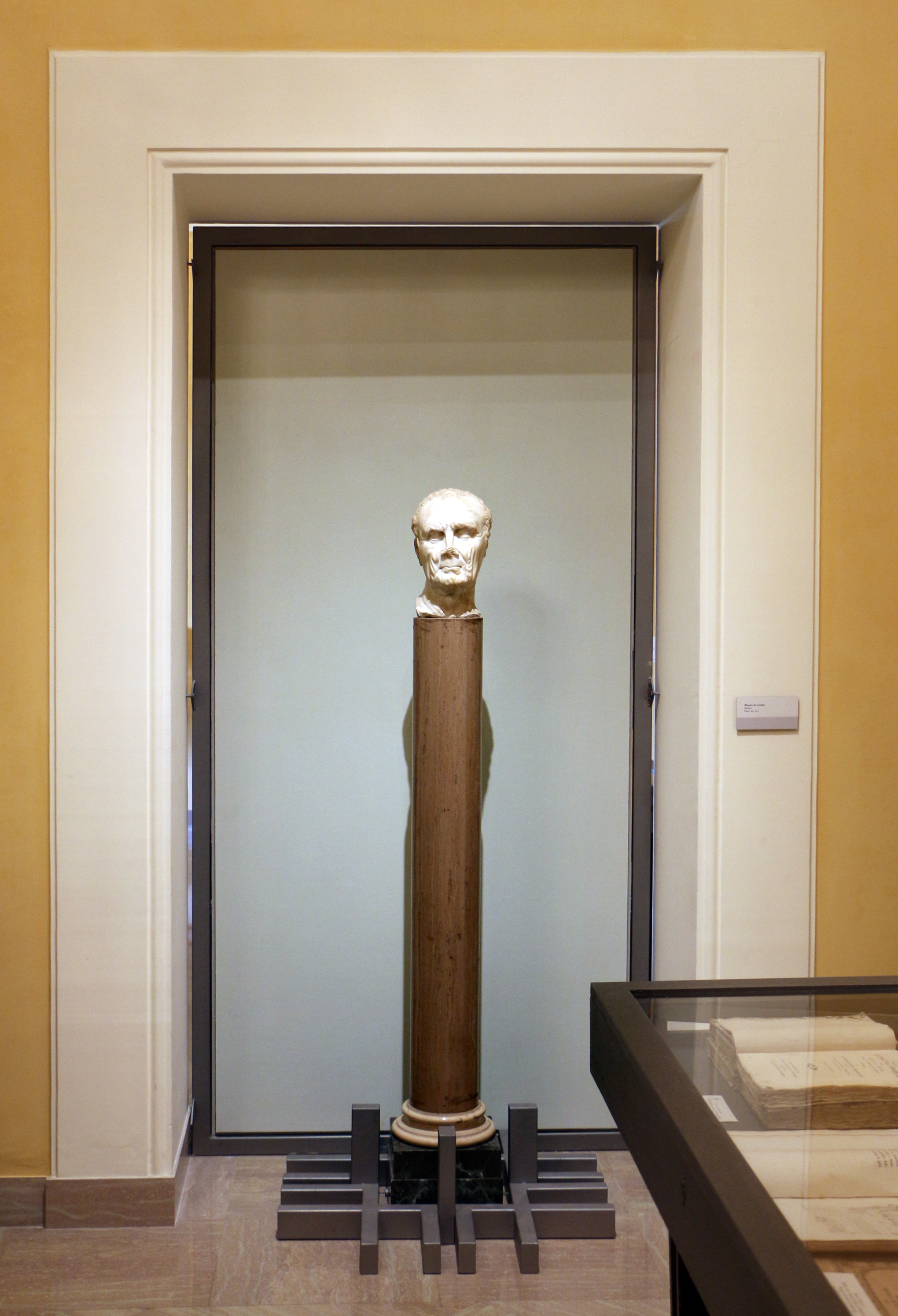
Ritratto di ignoto di Osimo, scultura; metà del I secolo a.C.

La sezione archeologica del museo civico (inaugurata nel 2002) accoglie le testimonianze della frequentazione picena, gallica e romana del territorio osimano attraverso materiali di proprietà statale, comunale e di privati. Di particolare interesse sono i reperti provenienti dall'area archeologica di Monte Torto e i corredi tombali della necropoli di Montecerno risalenti all'età tardo classica ed ellenistica. Tra gli oggetti esposti, di rilievo sono la bellissima testa di vecchio (metà del I secolo a.C.) e la stele funeraria romana dei due sposi.
Età preistorica
Risalgono a questo periodo:
- Manufatti in pietra ricavati da schegge di selce risalenti al Paleolitico superiore
- Frammenti di selce ritoccati su una faccia
- Ossa di animali e corna di cervo

A Loreto sono state scoperte tombe dell'Eneolitico con corredo composto da un pugnale e punte di freccia in selce mentre a Recanati 5 tombe di cui 2 con corredo composto da un pettine d’osso sopra la mano sinistra in una; un’ascia-martello forato di pietra levigata, un pugnale di selce e 7 punte di freccia nell'altra.
La popolazione, con l’introduzione e sviluppo della pratica dell’agricoltura e con la scoperta del rame e del metallo, iniziarono a sviluppare attività differenziate.
Età protostorica
Oltre ad alcuni sepolcri piceni, nel centro storico della città e precisamente nella zona del mercato coperto, sono stati ritrovati resti di abitazioni, in particolare materiali risalenti al periodo IX-VI secolo a.C. tra cui frammenti di piatti dipinti ma anche ceramiche a vernice nera e a figure rosse risalenti al periodo V-III sec. a.C. in zone limitrofe. La presenza di cavalieri è testimoniata da un morso di cavallo di tipo Veio e un gruppo di fibulea navicella e a sanguisuga.
Età ellenistica
Nel sepolcro gallico di San Filippo di Osimo, databile seconda metà del IV sec. a.C. ma scoperto tra il 1914 e il 1915, sono stati individuate circa 15 tombe di cui alcune con spade ed elmi e altre con oggetti femminili ornamentati anche con metalli preziosi.
Nell'area di Montecerno e Monte dell’Acqua sono stati rinvenuti corredi tombali di civiltà picena risalenti alla seconda metà del IV sec. a.C. quali l’anfora fittile e l’oinochoe alto-adriatica con immagine di donna.
Età romana
A partire dal III secolo a.C., tra i vari insediamenti romani racchiusi nella vallata del Musone tra Casenuove e Campocavallo, sono visibili tracce di centuriazione agraria, come quella in contrada Villa Poticcio di Castelfidardo, con le attività produttive legate alla viticoltura, olivicoltura e alla produzione del grano.
Risalgono a questo periodo molte strade romane della città tra cui il tratto che collegava l’attuale Nocera Umbra con Ancona e le mura che circondano la città appartenenti al II secolo a.C..
Tra le porte urbane, ricordiamo quella di accesso a Fonte Magna (non più visibile) che garantiva l’approvvigionamento idrico alla città. La suddetta fonte richiama il passaggio di Pompeo Magno testimoniato dalla presenza di una lapide onoraria conservata nel Lapidarium dell’atrio del Palazzo Comunale.
Gli scavi effettuati nel periodo 1982-1995 nell'area di Monte Torto di Casenuove hanno consentito il ritrovamento di un impianto produttivo di vino e olio risalente al periodo tra il I secolo a.C. e il V secolo d.C. con locali adibiti a frantoio, cantina e magazzino.

## Pinacoteca

### Secoli XIII-XV

#### Incoronazione della Vergine e Santi - Antonio e Bartolomeo Vivarini (1464)
(Tempera su tavola)
Il polittico è composto da tavole racchiuse da una cornice dorata, suddivise in ordine superiore e inferiore. Nel primo sono rappresentati il Cristo al centro, la Maddalena con San Girolamo, San Giovanni Battista e Santa Caterina d’Alessandria; nel secondo si trova il tema dell’Incoronazione della Vergine nella tavola centrale, sulla destra San Pietro e Sant'Antonio da Padova e sulla sinistra San Francesco e un altro Santo, probabilmente San Benvenuto o San Leopardo. 
Nel 1950, con un restauro, fu ricostruita la zona centrale su cui trova il Cristo in pietà.

#### Incoronazione della Vergine, Cristo Giudice, Angeli musicanti - Andrea di Deolao de’ Bruni, detto Andrea da Bologna

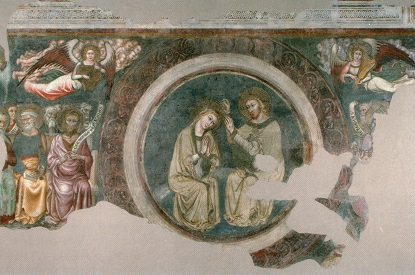
Incoronazione della Vergine, Cristo Giudice, Angeli musicanti, affreschi; ultimo quarto XIV secolo

Proveniente dal monastero agostiniano di San Niccolò, l’opera è composta da tre frammenti di affreschi.
Nel primo, al centro e all'interno di un medaglione rotondo decorato, è rappresentata Maria seduta alla destra del Figlio che la incorona; ai lati Santi, Profeti, angeli musicanti e cherubini assistono all'evento.
Il secondo frammento si rifà al Giudizio universale: il Cristo, che raffigurato all'interno di una mandorla mostra le stigmate, è in compagnia di due angeli che reggono i simboli della Passione, ai lati soggetti seminudi che rappresentano la giustizia divina destinando le anime alla pena o alla salvezza eterna e il basso un angelo ne solleva due prescelte dentro sarcofagi aperti.
Il terzo potrebbe rappresentare il completamento della scena precedente richiamando l’attenzione sul Giudizio universale.

#### Madonna con bambino e angeli - Scultore umbro-marchigiano
(Scultura in pietra; prima metà XIII secolo)
Di proprietà del Comune almeno fino al 1925 e precedentemente conservata nel piano nobile del palazzo Municipale, rappresenta la Madonna incoronata con il Bambino sul trono e con un pomo in mano, simbolo della resurrezione di Cristo, e in alto due angeli. Gli scarsi resti di colore lasciano intuire che un tempo la statua era policroma.

### Secoli XVI-XVII

#### San Pietro, San Paolo, Pietà - Manifattura locale
(Statue in legno policromo; metà XVII secolo)
Le statue, che potrebbero essere state create per essere poste ai margini dell’altare, rappresentano i due Santi secondo la tradizione iconografica: San Pietro con due chiavi e San Paolo con la spada e il libro.
Provenienti dalla chiesa dell’Annunziata Nuova del Cimitero, poggiano su un basamento riportante lo stemma della famiglia Guarnieri.
La statua a schema piramidale, proveniente dalla chiesa del Cimitero, denominata Pietà raffigura una Madonna dal volto giovane e mano sinistra deformata che sostiene il corpo di Cristo morto.

#### Immacolata Concezione - Manifattura locale
(Statue in legno policromo; XVII secolo)
Proveniente dalla facciata della chiesa del Cimitero secondo un documento di Flaminio Guarnieri, il manufatto dal volto vuoto e inespressivo rappresenta vagamente l’Immacolata Concezione: a differenza dell’iconografia tradizionale, sono assenti la luna ai piedi della Madonna e la corona con le dodici stelle sul capo (ma presenti in quantità indefinita nel mantello) mentre il serpente, simbolo del male, ha il volto di una donna ed è nascosto tra le nuvole.

#### Le opere di Giovan Francesco Guerrieri
Le opere del pittore forsempronese, originariamente realizzate per la seconda cappella della chiesa di San Silvestro, sono state collocate nel museo dopo il restauro a causa di un intervento di recupero dell’edificio da cui provengono.
- Vestizione di San Silvestro (1651 circa)

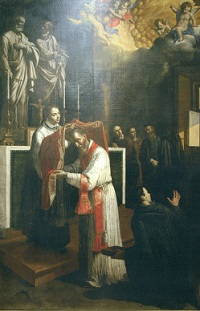
Giovan Francesco Guerrieri, Vestizione di San Silvestro, olio su tela

La tela, che decorava l’altare della cappella, rappresenta un momento della vita del Santo: trovandosi a Roma per far approvare la regola da lui proposta, venne colpito da un fascio di luce proveniente dalla finestra: ciò venne interpretato come miracolo divino convincendo il sacro collegio a renderla valida.
Nel dipinto il Santo è ritratto al centro della scena durante la vestizione per la celebrazione della Messa aiutato da un giovane diacono, mentre assistono all'evento un gruppo di fedeli, due angeli avvolti da una luce dorata e le statue di San Pietro e San Paolo in atteggiamento di conversazione, come se commentassero l'evento.
- Sant'Antonio da Padova, Sant'Antonio Abate (1651 circa)

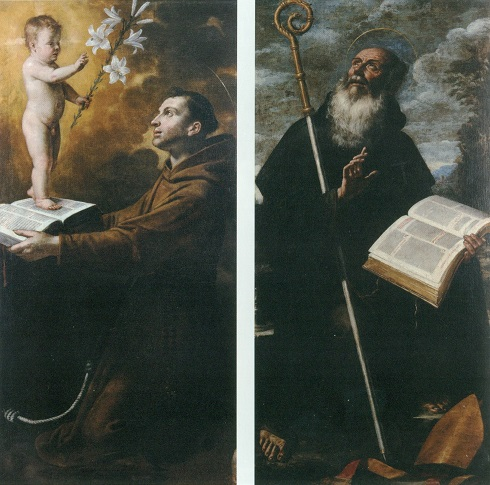
Sant'Antonio da Padova, Sant'Antonio Abate, olio su tela

In “Sant'Antonio da Padova” è rappresentato il dialogo con Gesù Bambino in piedi sul libro aperto sorretto dal Santo che gli offre il giglio simbolico.
In questi due dipinti, che provengono dalle pareti laterali della cappella di San Silvestro, il pittore mostra tutta la sua abilità pittorica fornendo una eccellente dimostrazione del suo naturalismo.

#### Sant'Omobono - Manifattura locale
(Statua in legno policromo; metà XVII secolo)
Proveniente dalla cappella dedicata al Santo nella chiesa di San Silvestro, protettore dei sarti, dei mercanti di tessuti, dei fabbri e dei calzolai, Sant'Omobono, nativo di Cremona e ricco mercante, è rappresentato (secondo l'iconografia tradizionale) con un tessuto rosso nel braccio sinistro e una forbice (oggi perduta) nella mano destra nell’atto di distribuire l’elemosina ai poveri. Venne canonizzato a soli due anni dalla sua morte (avvenuta nel 1197) per istanza dei suoi concittadini.

#### Natività di Gesù – Ambito metaurense
L'opera, che ci è arrivata in cattive condizioni, appartiene alla scuola marchigiana ispirata a Raffaello, attiva nella prima metà del XVI secolo, più in particolar modo nella zona del Metauro.

#### Comunione di San Silvestro - Cristoforo Roncalli, detto il Pomarancio

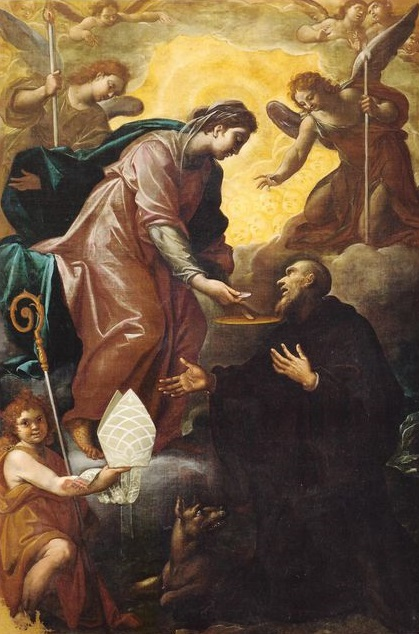
Pomarancio, Comunione di San Silvestro, olio su tela

Il quadro, che troneggia nella chiesa di San Silvestro dietro l'altare maggiore, rappresenta il Santo mentre riceve la comunione da Maria da circondato dagli evangelisti. La Comunione di San Silvestro è opera di Cristoforo Roncalli, detto il Pomarancio, anche se un'iniziale valutazione lo attribuiva a Domenico Peruzzini, poi corretta dallo storico d'arte Stefano Papetti. Riguardo al quadro, un manoscritto dello storico locale Guarnieri (e ritrovato nella Biblioteca Comunale di Osimo dallo storico Luciano Egidi), redatto all'inizio del XIX secolo, attesta l'attribuzione al Pomarancio in quanto commissione del cardinale Gallo per la chiesa di San Silvestro.

#### Le opere di Claudio Ridolfi

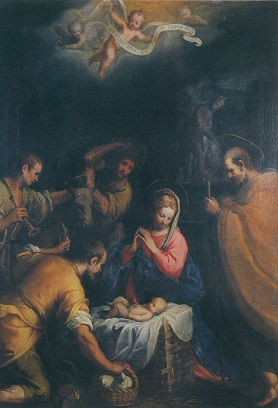
Adorazione dei pastori, olio su tela; inizio secolo XVII
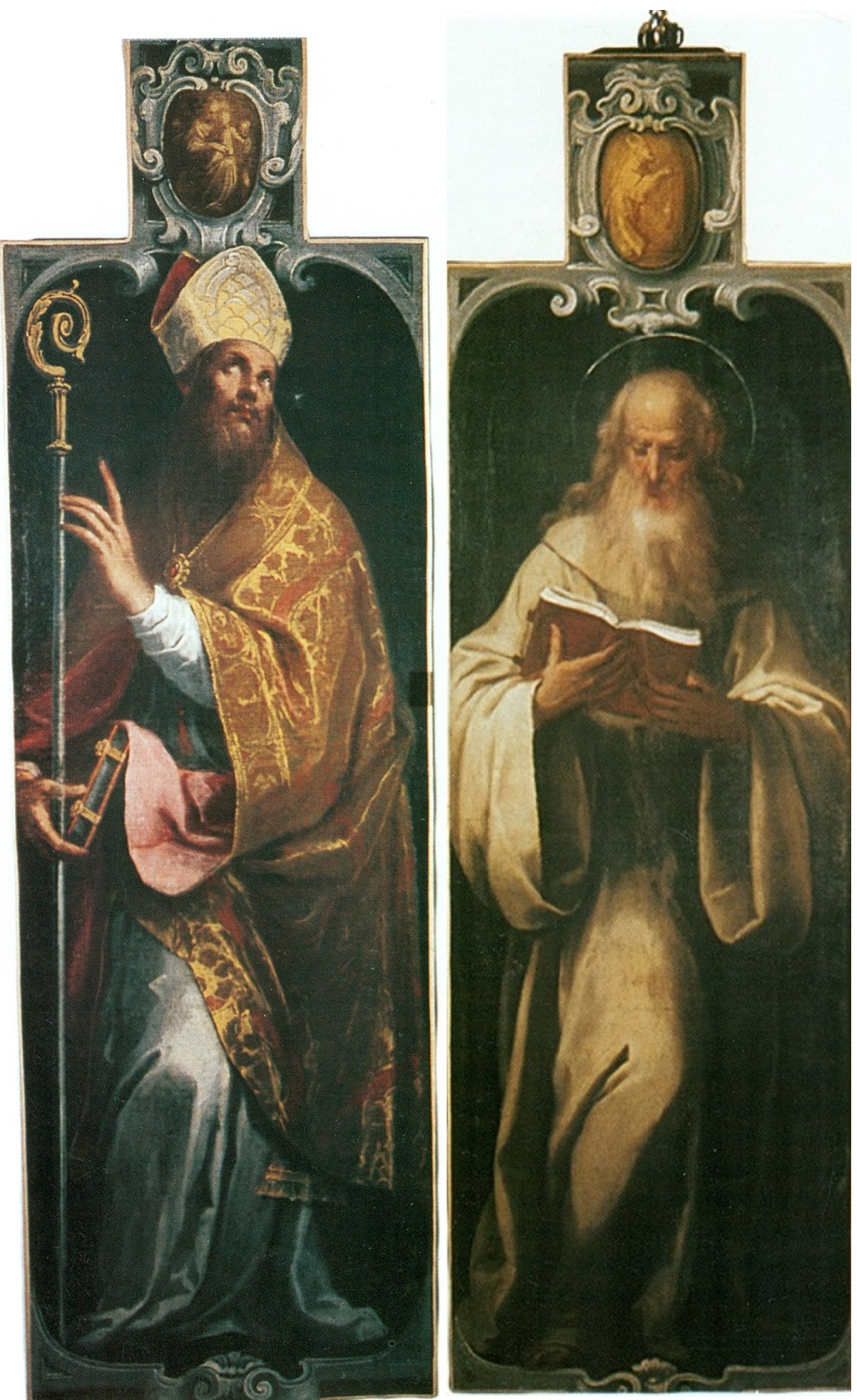
S. Benedetto e S. Nicola di Bari, olio su tela; prima metà secolo XVII
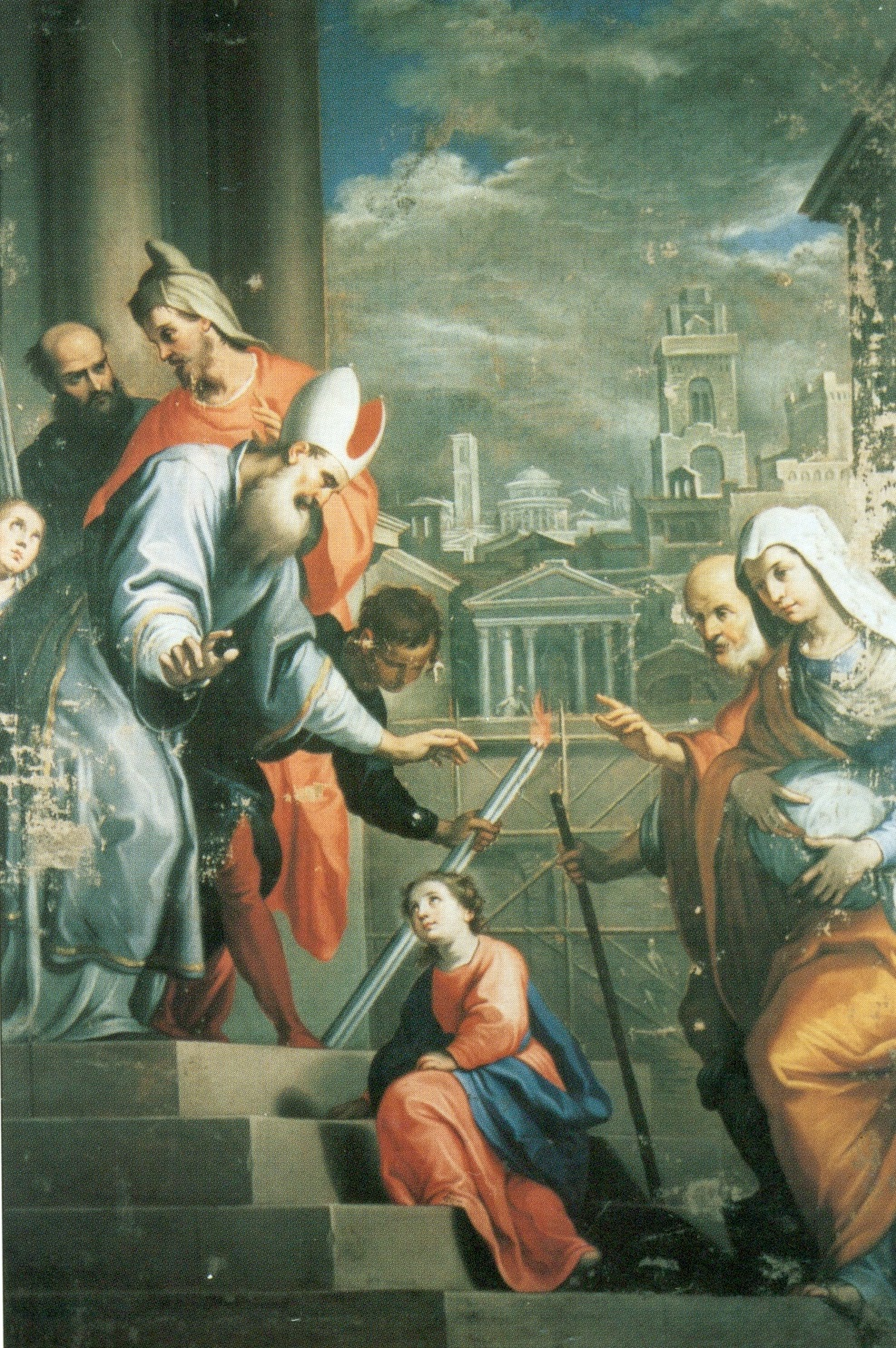
Presentazione di Maria al Tempio, olio su tela, secolo XVII
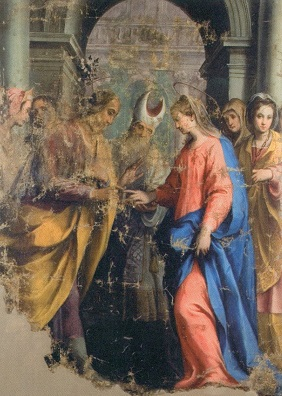
Sposalizio di Maria Vergine, olio su tela

- Adorazione dei pastori (1631 circa)

La tela era situata nella Residenza Municipale in seguito alla demolizione della chiesa di Santa Maria di Piazza, detta “della Morte” e rappresenta la natività con tendenza barocca. L’opera potrebbe far parte di un vasto ciclo del pittore per la suddetta chiesa.
- San Benedetto, San Nicola di Bari

Le due tele, provenienti dal Palazzo Comunale, rappresentano un Santo monaco impegnato nella lettura di un libro, probabilmente San Benedetto, e San Nicola di Bari in cui risalta la sua torsione del corpo.
- Presentazione di Maria al Tempio

L'episodio, tratto dai Vangeli apocrifi, rappresenta una giovane Maria che sale i gradini del tempio accompagnata dai genitori Anna e Gioacchino, attesa dal gran sacerdote Zaccaria. Fa da sfondo Roma come nuova Gerusalemme rappresentata con cielo grigio, tipico di Girolamo Cialdieri, allievo e collaboratore del pittore.
- Sposalizio di Maria Vergine

Tratto anch'esso dai Vangeli apocrifi, raffigura le nozze tra Maria e Giuseppe celebrate dal sommo sacerdote. È probabilmente realizzato a quattro mani con Girolamo Cialdieri.

#### La Vergine con Bambino e i Santi Ambrogio, Francesco di Sales e Nicola di Bari - Carlo Maratta (1672)
(Penna e acquarello di fuliggine su carta)
Si tratta del disegno preparatorio della tela esposta alla Pinacoteca Podesti di Ancona, commissionato da Pietro Nembrini per l’altare maggiore della chiesa filippina di Santa Nicola.

### Secoli XVII-XVIII

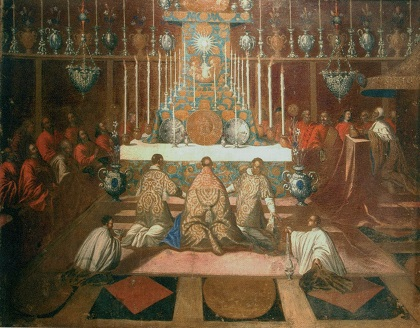
Anonimo, Adorazione dell'Eucaristia in San Marco, olio su tela; seconda metà secolo XVII

#### Comunione di un Santo - Anonimo

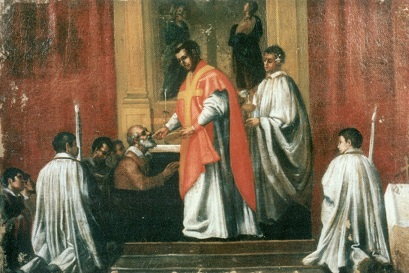
Anonimo, Comunione di un Santo, olio su tela; secolo XVIII

Di sconosciuta provenienza, il quadro rappresenta un Santo (forse San Filippo Neri) mentre riceve la comunione in quella che potrebbe essere la cappella Caetani della chiesa romana di Santa Maria in Vallicella.

#### Adorazione dell'Eucaristia in San Marco - Anonimo
La tela raffigura l’adorazione del SS. Sacramento in quella che potrebbe essere la cattedrale di San Marco a Venezia; davanti l’ostensorio posto nell'altare maggiore, sono raffigurati tre sacerdoti, due chierichetti inginocchiati, a destra il Doge di Venezia e attorno all'altare i componenti del Senato della Serenissima.

### Le opere della chiesa di San Filippo Neri
Il museo conserva alcune opere provenienti dalla chiesa di San Filippo Neri, a causa del restauro di quest'ultima.

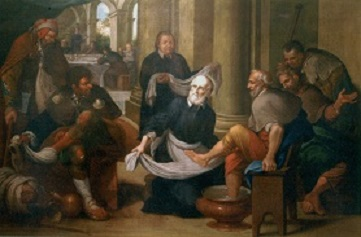
Melchiorre Jehli, San Filippo dà ricovero ai pellegrini, olio su tela
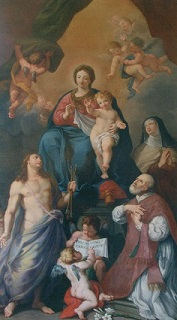
Domenico Luigi Valeri, Madonna col Bambino e Santi, olio su tela
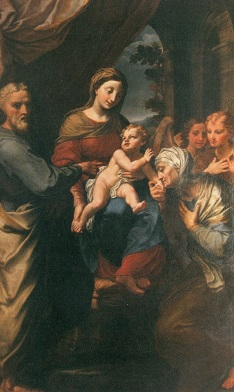
Bonaventura Lamberti, Madonna col Bambino, San Gioacchino e Sant'Anna, olio su tela
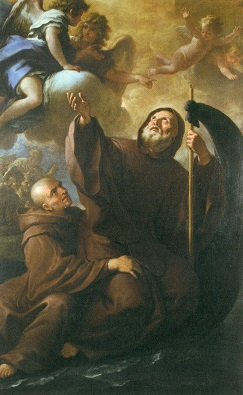
Paolo de Matteis, S. Francesco di Paola attraversa lo stretto di Messina sul proprio mantello, olio su tela; prima metà secolo XVIII
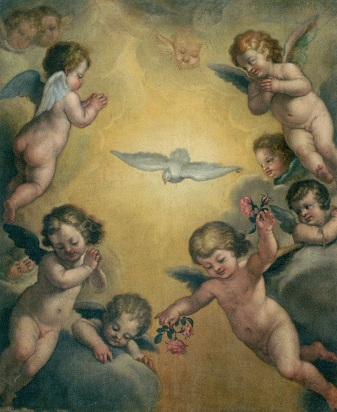
Anonimo, Gloria di putti alati con la colomba dello Spirito Santo, olio su tela; prima metà secolo XVII
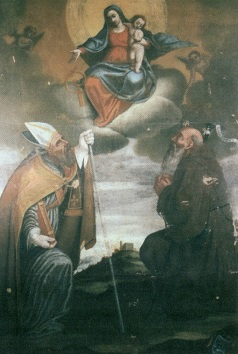
Anonimo, San Benvenuto Vescovo e San Francesco di Paola in adorazione della Madonna col Bambino, olio su tela; secolo XVII
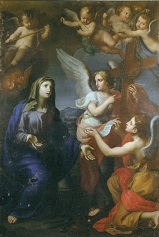
Odoardo Vicinelli, Madonna Addolorata con Angeli e simboli della Passione, olio su tela
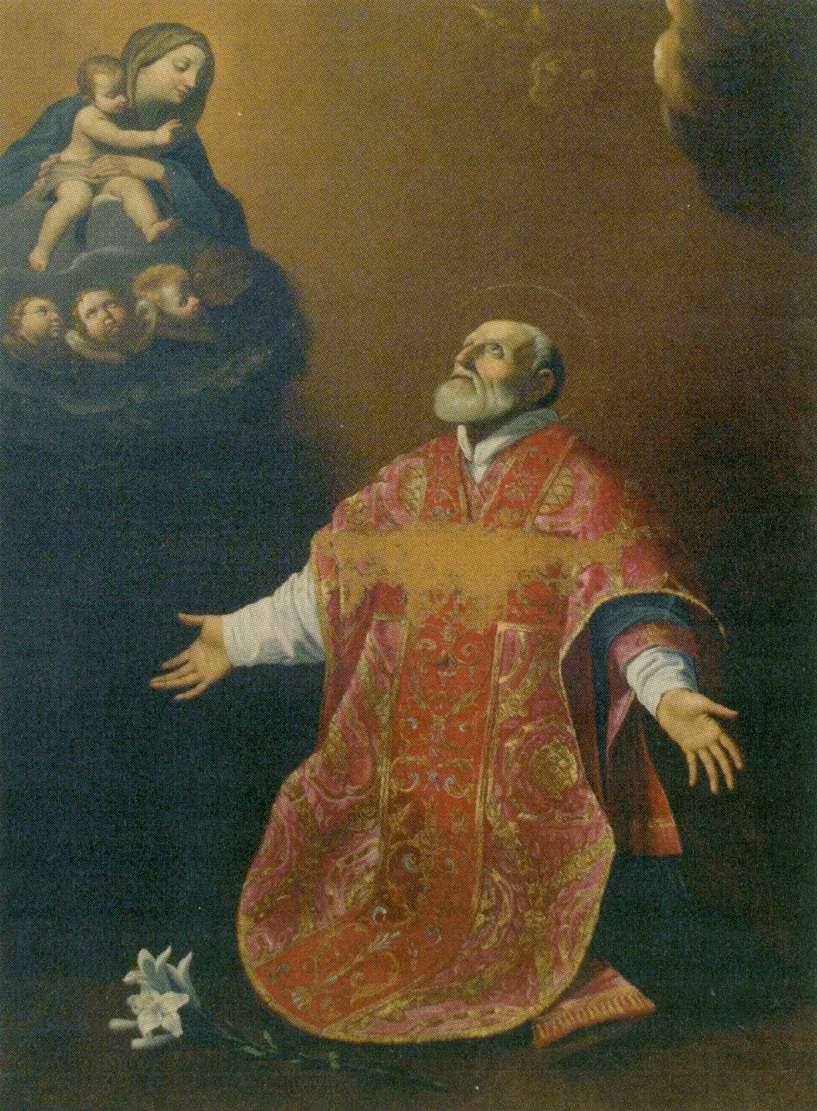
Anonimo, Estasi di San Filippo Neri, olio su tela; secolo XVIII
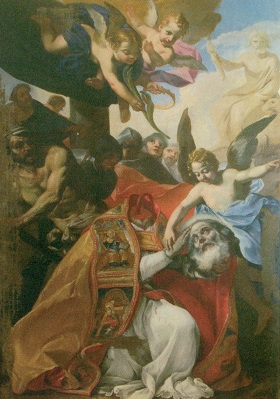
Giacinto Brandi, San Dionigi decollato, olio su tela
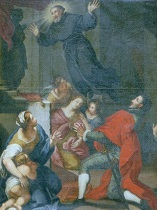
Antonio Cappannari, Estasi di San Giuseppe da Copertino, olio su tela
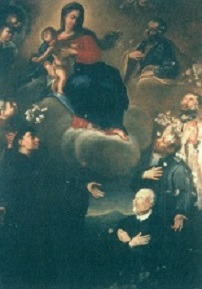
Anonimo, Santi in adorazione della Sacra Famiglia, olio su tela; inizio secolo XVIII
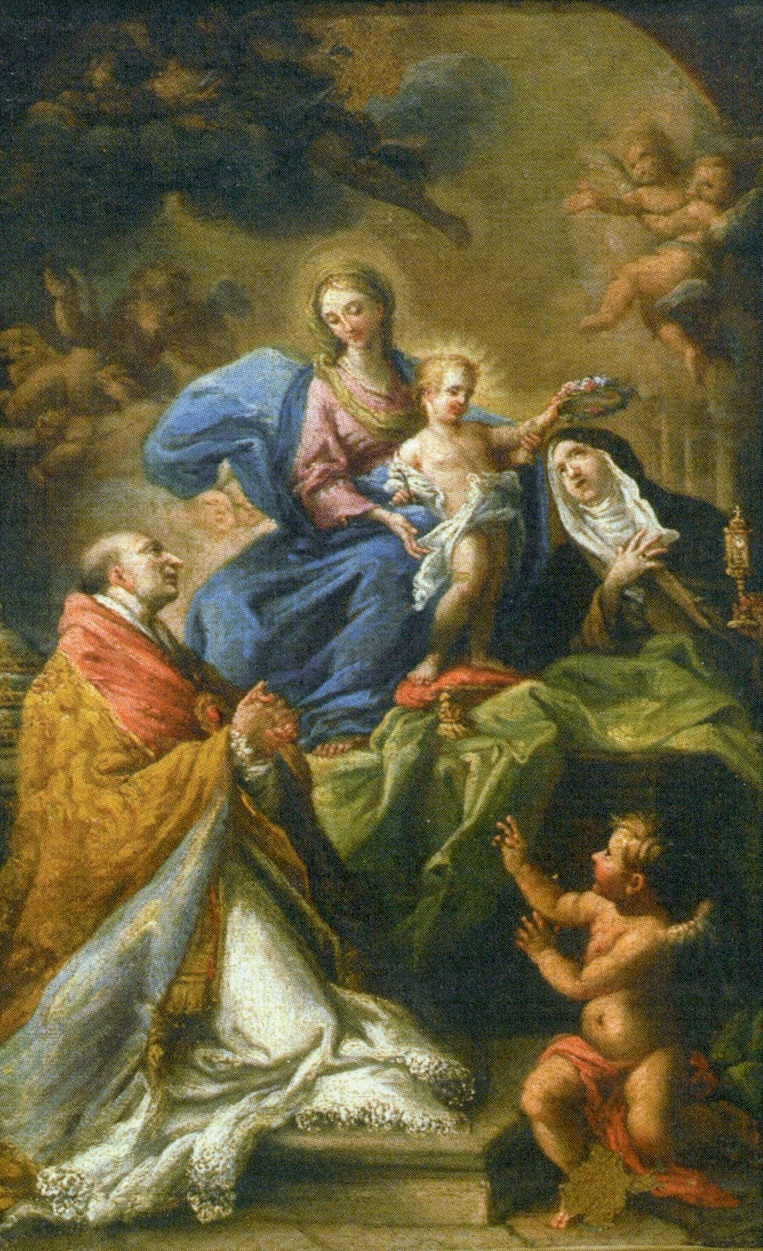
Scuola napoletana, Santa Chiara e San Carlo Borromeo in adorazione della Madonna col Bambino, olio su tela; prima metà secolo XVIII

- Melchiorre Jehli - San Filippo dà ricovero ai pellegrini (1778-1792)

La tela, appartenente ad un ciclo pittorico riguardante la sua vita, raffigura il Santo (dal volto illuminato) durante la lavanda dei piedi di un pellegrino osservato dai fedeli. Erano situati nelle pareti della navata della chiesa a lui dedicata.
- Domenico Luigi Valeri - Madonna col Bambino e Santi (1730-1735)

Appartenente ad un ciclo pittorico come il precedente dipinto e abbelliva l’altare maggiore della chiesa. Rappresenta la Vergine con San Filippo e San Sebastiano, sullo sfondo dei putti sostengono una tenda come fosse un sipario.
- Bonaventura Lamberti - Madonna col Bambino, San Gioacchino e Sant'Anna

L’opera, inizialmente attribuita a Giovanni Lanfranco e successivamente a Lamberti, era situata nell'altare della seconda cappella a sinistra. Al centro è presente la Madonna con il Bambino, sulla destra è raffigurato San Gioacchino, mentre Sant'Anna bacia la mano del piccolo.
- Paolo de Matteis - San Francesco di Paola attraversa lo stretto di Messina sul proprio mantello

Il dipinto, inizialmente assegnato a Francesco Solimena poi a De Matteis, rappresenta un episodio dell’agiografia del Santo: dovendosi recare in Sicilia, a causa del rifiuto di un barcaiolo dello Stretto, posò il suo mantello nell'acqua e, legandone un’estremità al bastone, consentì l’attraversamento dalle coste calabre a quelle messinesi a sé stesso e ai suoi compagni.
- Anonimo - Gloria di putti alati con la colomba dello Spirito Santo

Potrebbe essere una porzione di un’opera della scuola del Pomarancio che abbelliva l’altare dedicata alla Madonna del Rosario. Sono raffigurati angeli che volano intorno alla colomba, simbolo della Santissima Trinità.
- Anonimo - San Benvenuto Vescovo e San Francesco di Paola in adorazione della Madonna col Bambino

Tratta probabilmente dalle Sacre Conversazioni, sono raffigurati S. Francesco di Paola a destra, un Santo Vescovo (forse San Benvenuto) a sinistra e in alto, tra le nuvole, la Madonna con il Bambino circondata da angeli. In basso a sinistra si può notare uno stemma appartenente ad una famiglia sconosciuta.
- Odoardo Vicinelli - Madonna Addolorata con Angeli e simboli della Passione

Il dipinto, che occupava la prima cappella a sinistra, è stato recentemente restaurato e raffigura la Madonna sofferente che osserva il crocifisso mentre gli angeli mostrano i segni della Passione. Presenta riferimenti al classicismo di afflusso baroccesco.
- Anonimo - Estasi di San Filippo Neri

L’esempio di Guido Reni per la chiesa romana di Santa Maria in Vallicella rappresenta la tendenza di riprodurre quadri famosi su richiesta.
- Giacinto Brandi - San Dionigi decollato

La tela raffigura San Dionigi, vescovo di Parigi e patrono di Francia vissuto nel III secolo, durante il suo martirio nel Montmartre con due angeli che scendono dal cielo con la palma, osservato da alcuni militari e, in lontananza tra le nuvole, Dio con il volto di Giove.
- Antonio Cappannari - Estasi di San Giuseppe da Copertino

Il dipinto ritrae San Giuseppe da Copertino in volo secondo la sua iconografia, circondato dai fedeli. L’artista, in difficoltà nella pittura da cavalletto, esprime il suo massimo in questa opera.
- Anonimo - Santi in adorazione della Sacra Famiglia

Il dipinto, tratto dalle Sacre Conversazioni, raffigura la Madonna con il Bambino, San Giuseppe e due coppie di Santi: Antonio da Padova e Nicola da Tolentino a sinistra, Gaetano di Thiene e Francesco Saverio a destra. In primo piano a destra si trova un uomo (forse il donatore), ridipinto o aggiunto in epoca posteriore.
- Scuola napoletana - Santa Chiara e San Carlo Borromeo in adorazione della Madonna col Bambino

La miniatura raffigura la Madonna in trono con il Bambino, San Carlo Borromeo e Santa Chiara con angeli sullo sfondo. È stata donata alla raccolta comunale da Garibaldo Marchegiani nel 1994. Non è nota la provenienza e l’autore, ma per lo stile rococò romano-partenopeo potrebbe appartenere a Sebastiano Conca.

### Secoli XIX-XX

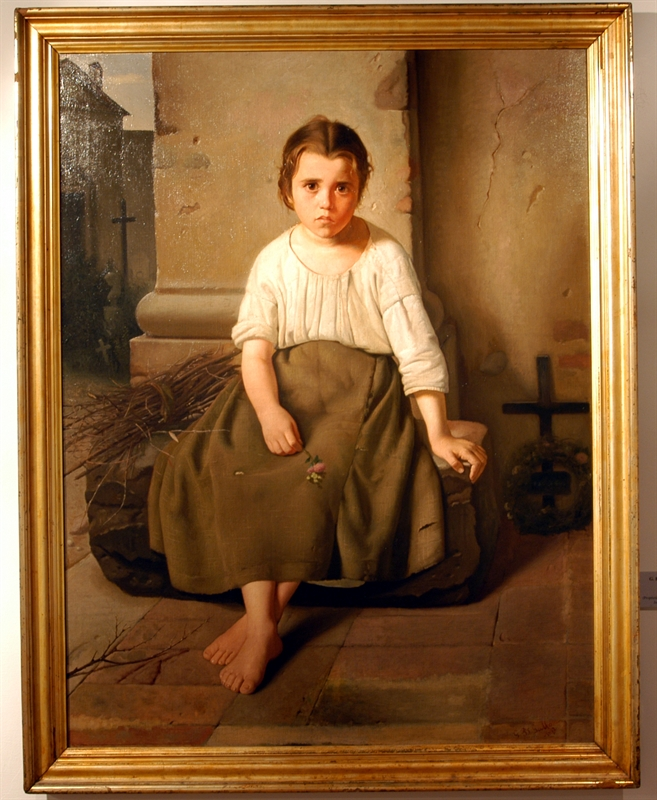
Giovan Battista Gallo - Orfanella (1872); olio su tela

La sezione moderna del museo contiene opere acquistate o donate nel 2001 tra le quali quelle di Lin Delija, Luigi Bartolini (disegni, incisioni ed oli), Giovan Battista Gallo (tra cui “L’orfanella” del 1872), Raul Bartoli (un paesaggio) e Cesare Peruzzi (due ritratti di bambini). Nel 2005 sono state esposte al pubblico le opere di privati, normalmente non visitabili. Trovano posto anche le opere di Elio Cappannari, Franco Torcianti, Otello Giuliodori e Bruno da Osimo (tra cui una raccolta di xilografie come la “Vergine Lauretana”).
Proseguendo, oltre al manichino in legno chiamato “Pagabuffi”, si trovano circa 250 statuine da presepe in cartapesta appartenenti a Luigi Guacci, due sculture d’arte contemporanea, una mazza della “Confraternita della morte”, abiti da magistrato e da valletto e due dipinti anonimi di Venezia di tardo settecento.